# Franz von Grutsch

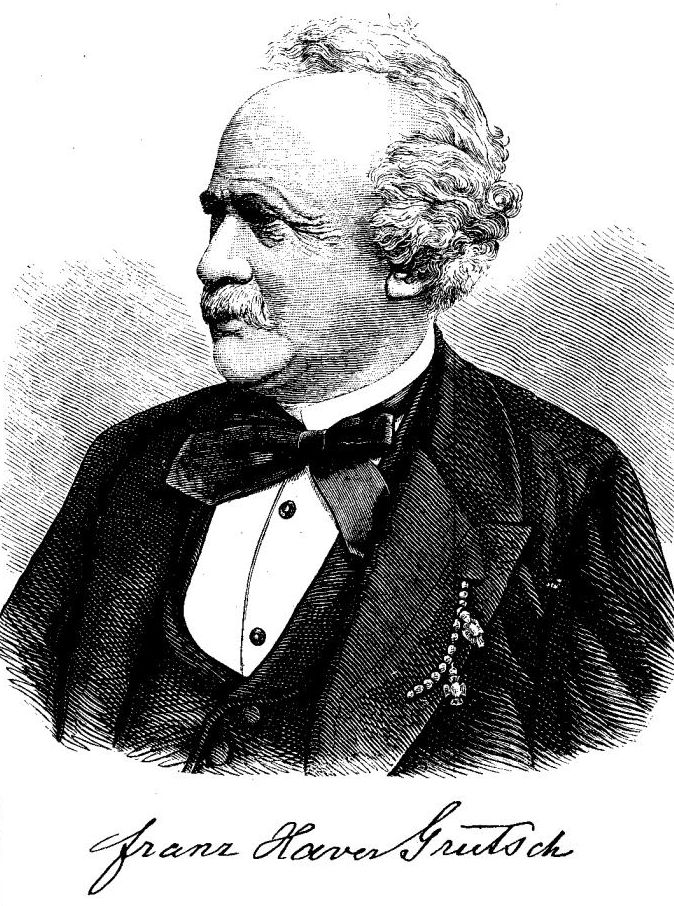
Franz von Grutsch

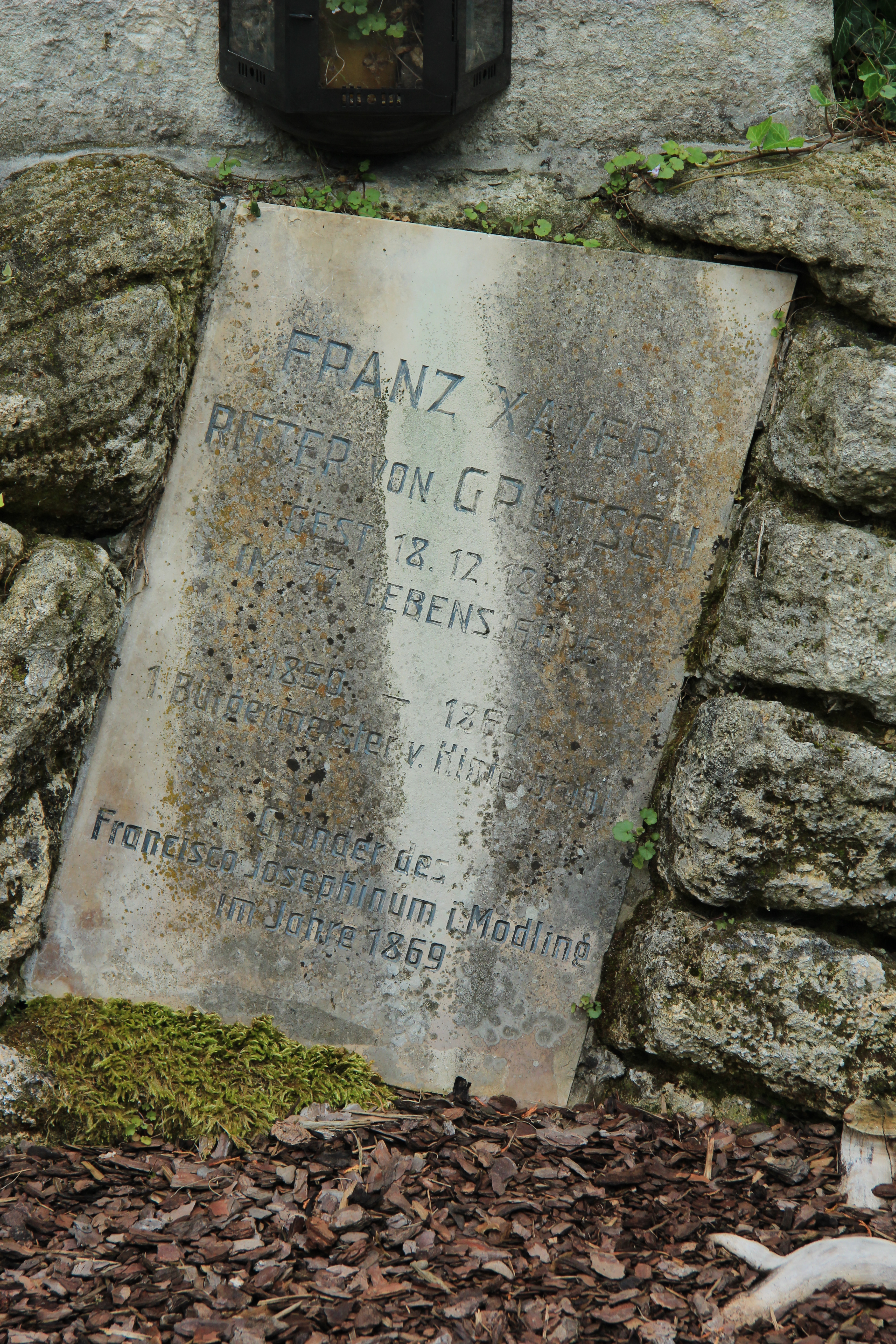
Grabtafel am Friedhof in der Hinterbrühl

Franz Xaver Ritter von Grutsch (* 1. November 1810 in Wien; † 18. Dezember 1882 in Wien) war ein österreichischer Autor, Politiker und Förderer des landwirtschaftlichen Schulwesens.

## Leben
Franz von Grutsch war der Sohn eines Tapezierers. Er absolvierte das Gymnasium und wandte sich dem Theater zu. Sowohl als Autor als auch als Schauspieler war er mit mehreren Stücken erfolgreich. Er heiratete die Schwester des griechischen Ministers Koletti, die jedoch bald darauf starb, ihm aber ein bedeutendes Vermögen hinterließ.
Nachdem er sich in der Hinterbrühl in Niederösterreich  niederließ, heiratete er die Tänzerin Karoline Planer, die Schwester der Schauspielerin Josefine Planer.
Im öffentlichen Leben war er in seiner neuen Heimat sowohl als Ortsrichter von 1843 bis 1859 und von 1859 bis 1864 als Bürgermeister als auch in landwirtschaftlichen Vereinigungen aktiv. So veranstaltete er landwirtschaftliche Ausstellungen, die große Gewinne abwarfen und welche er in Stiftungen verwendete. In Mödling gründete er 1864 mit diesen Mitteln zuerst eine Reb- und Obstbaumschule. 1866 gründete er eine landwirtschaftliche Fortbildungsschule in Mödling, denen in den Folgejahren auch in der Nachbarschaft solche Schulen folgten.
Nach dem Vorbild der Ackerbauschule (der späteren Michelsenschule) in Hildesheim plante er eine Bildungsanstalt für den landwirtschaftlichen Mittelstand. Im Jahr 1869 konnte er den Lehrbetrieb mit 48 Schülern am Francisco Josephinum, dem Vorläufer der heutigen gleichnamigen Schule in Wieselburg-Land, aufnehmen.
Im Jahr 1881 wurde er für seine Verdienste nobilitiert.
Grutsch liegt als erster Bürgermeister in einem Ehrengrab am Hinterbrühler Friedhof.

## Werke
- Der Markt des Lebens
- Agnes Sorel

## Auszeichnungen
- Ritter der Eisernen Krone dritter Klasse[3]
- Ehrenbürger in Hinterbrühl, Mödling und Gumpoldskirchen